# Pinasca
Pinasca (Pinasca in piemontese, Pinascha in occitano) è un comune italiano di 2 769 abitanti della città metropolitana di Torino in Piemonte. Si trova in Val Chisone.

## Geografia fisica

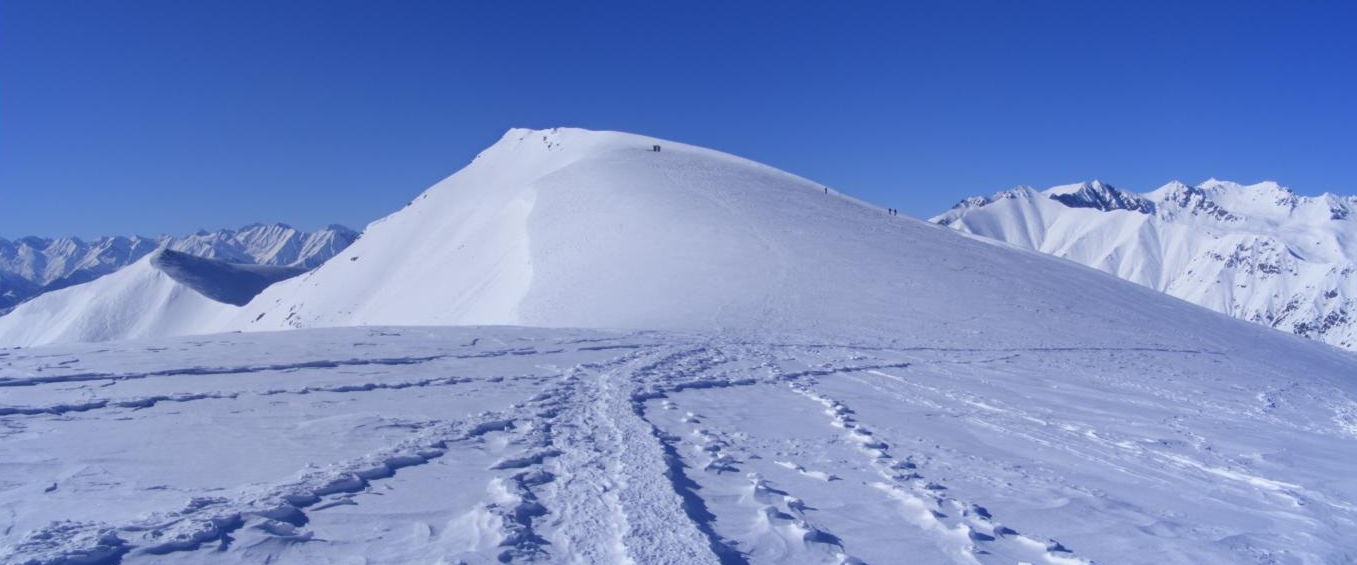
La Punta dell'Aquila dalla Madonna della Pace

Pinasca si trova a 560 m s.l.m. e dista circa 53 chilometri ad ovest dal capoluogo di provincia.
Il comune, 3476 ettari, è il più esteso della media Val Chisone.
È formato dal capoluogo e da 27 frazioni (Dubbione è la più grande). Comprende i centri abitati di Dubbione, sorto sulle rive del rio Grandubbione (poco prima della sua confluenza con il torrente Chisone) ai piedi di una scoscesa scarpata e Pinasca adagiata in un ampio bacino, lungo la statale del Sestriere.
Il territorio comunale culmina con i 2.119 m della Punta dell'Aquila.
La compagnia dei Carabinieri è a Pinerolo; la stazione dei Carabinieri a Villar Perosa. Il tribunale è a Torino; il giudice di pace a Perosa Argentina. L'ufficio distrettuale delle imposte è a Pinerolo ove si trovano anche l'ufficio del registro e la conservatoria dei registri immobiliari. Il distretto censuario è a Perosa Argentina. La stazione ferroviaria è a Pinerolo da cui Pinasca dista 13 km. Il distretto militare è a Torino.

## Storia
Il nome di Pinasca, che fu tra i centri più antichi della valle, compare per la prima volta in un documento del 720 firmato da Abbone, fondatore dell'abbazia di Novalesa, in cui si indicano alcuni fondi posseduti in valle "Dubiasca"; in una carta del 1020 esso è ripetuto con quelli di altre località, sedi di chiese pievane appartenenti all'episcopato di Torino.
Pinasca fece parte del feudo di Dubbione.
Il paese trova menzione nell'Atto di donazione del 1037, in cui è sancita la sua cessione al Monastero di Santa Maria di Cavour da parte del vescovo torinese Landolfo; nel 1064 Adelaide di Susa, marchesa di Susa e duchessa delle Alpi Cozie, dopo aver acquistato il feudo dai monaci cavouresi, lo cede ai Benedettini dell'omonima abbazia di Santa Maria Assunta nel borgo di San Verano in Pinerolo, l'attuale Abbadia Alpina.
La contessa Adelaide dona all'abate della Badia di Santa Maria, passa poi per transazione il 31 gennaio 1346 a Tommaso di Savoia, vescovo di Torino, donde al principe d'Acaia che vende a Pietro e Daniele Provana il 20 ottobre 1361 ai quali successero Pietro ed Andreone Solaro.
Estinti i Solaro, lo acquista Card. Lancellotto di Lusignano, da Cipro il 20 aprile 1449.
Devoluto e venduto dal duca Carlo Emanuele I a Emanuel Filiberto Goveano il 2 maggio 1619.
Nicolò Lodovico Goveano vende il feudo di Pinasca per metà a Gio. Francesco Bergomi da Reggio il 13 aprile 1676 e l'altra metà il 3 aprile 1685 a Gio. Tomaso Boutal, da Pinerolo.
Investita Cristina Agata Boutal moglie dell'avv. Gio. Giorgio Agnes des Geneys il 25 agosto 1774; la parte di Bergomi fu infeudata dal duca Vittorio Amedeo II ai fratelli Francesco, Giuseppe e Luigi il 9 maggio 1700.
Il generale conte Luigi l'aliena al conte di Maretto Gio. Giacomo Marcelle Gamba il 12 luglio 1760.
Nel XVI e XVII secolo il paese fu coinvolto nelle guerre tra i Cattolici e i Valdesi, i quali in regione Podio avevano costruito nel 1571 un proprio tempio. Emigrati in Germania, i Valdesi, in ricordo dell'ospitalità ricevuta diedero il nome di Pinasca ad un villaggio da loro fondato.

## Notizie storiche sul territorio

Gonfalone comunale

L'ipotesi più attendibile è che la regione, addossata ad imponenti catene montane, comincia a popolarsi di esseri umani dal momento dello scioglimento dei ghiacciai. Il clima diventa più mite ed i vasti allagamenti dalla pianura alle falde dei monti si prosciugano. La tradizione vuole che la regione del pinerolese sia abitata dai Vibelli e dai Magelli, popoli barbari e primitivi attestati sulle pendici dei monti. Questi popoli, in seguito vengono a contatto circa quattro secoli prima della civiltà cristiana, con tribù di origine celto-gallica provenienti dalla Gallia. Roma incontrò nelle terre del pinerolese queste tribù riunite attorno a due centri: Segusium (Susa) e Caburrum (Cavour). La statale 23 pare sia stata costruita nell'epoca romana e sempre secondo la tradizione sull'arteria sono passati i più famosi condottieri e soldati del tempo: i legionari di Giulio Cesare. Reperti dell'epoca romana sono stati ritrovati dinanzi alla chiesa parrocchiale di Pinasca: le celebri monete con l'immagine di Nerone.
Al centro della storia c'è il cristianesimo, ma non sappiamo quando e come si diffonde nel pinerolese. Tuttavia non è da escludere che la prima opera di conversione delle popolazioni pagane sia iniziata da cristiani fuggiti da Roma al tempo delle persecuzioni. Dalla caduta dell'Impero romano d'Occidente (476 d.C.) molte zone d'ombra, non ancora diradate, avvolgono la nostra zona. Il Pinerolese è terra di conquiste e di passaggio degli Ostrogoti, Borgognoni, Vandali, gli Unni di Attila ed i Longobardi. 
Nel 774 il grande Carlo Magno, vinto Desiderio, ultimo re longobardo, fonda il Marchesato di Susa riunendo Torino e le valli di Perosa con Fenestrelle e Pragelato. Nel 906 la nostra zona è colpita da una grave calamità: il passaggio dei Saraceni. In val Chisone devastano villaggi e borgate. Di questo infausto transito c'è il ricordo della Rocca con relativa Fontana del Moro vicino a San Germano Chisone.
Dopo le sciamate dei barbari inizia una nuova forma di vita sociale: il Feudalesimo. La feudalità porta la data del 1000 e va fino al 1300. Sorgono i castelli anche nella nostra zona: a Perosa Argentina (Poggio Oddone), Pinerolo, San Martino di Perrero, Luserna San Giovanni, Torre Pellice, Bobbio Pellice.
Nei documenti il nome della val Chisone appare prima del 1000 e deriva dal nome del torrente che scorre in una valle stretta e chiusa, denominata "Vallis Clusium". Dal francese diventa Clusion o Cluxon. Fino a Perosa è chiamata "Valle Dubiasca" (da un documento del 1307), più tardi "Valle Pineirasca" e poi "Valle di Perosa" ed oltre "Valle dei Prati Gelati".

## Luoghi d'interesse
La chiesa parrocchiale di Pinasca, dedicata all'Assunta e consacrata nel 1753 è la più grande di tutta la valle mentre la Chiesa parrocchiale di Dubbione, dedicata a S. Rocco, porta la data del 1847. All'interno della chiesa di Pinasca si trova un altare progettato da Filippo Juvarra.

Al centro di Dubbione c'è il ponte Annibale che scavalca il rio Grandubbione: storia, mito e leggenda si fondono in un mix popolare dedicato al generale cartaginese in transito verso Roma.
Pinasca possiede un monumento di carità, la Piccola casa della Divina Provvidenza, un imponente caseggiato a forma di "U", noto anche con il nome del fondatore: il Cottolengo.

## Economia
II territorio produce cereali, ortaggi e frutta; è ricco di castagni, di boschi e di pascoli che favoriscono l'allevamento del bestiame. Le attività economiche riguardano la lavorazione del legno e officine meccaniche. Gli stabilimenti della vicina Villar Perosa occupano parte della manodopera locale.
È frequentato centro di villeggiatura estiva, soprattutto nel Vallone del Grandubbione e nel borgo di Albarea, con escursioni ai Colli del Besso (1466 m) e dell'Asino (1300 m) e al monte Cucetto (1692 m).

## Le fiere
Festa patronale il 15 agosto (Assunta). Fiere si tengono il terzo giovedì di maggio (fera dle caplin-e di Pinasca), ed il terzo lunedì di novembre (fiera autunnale di Dubbione).

## Gemellaggi
Il comune di Pinasca è gemellato dal 1982 con un comune tedesco
- Wiernsheim

## Infrastrutture e trasporti
Pinasca è collegata a Torino mediante autocorse Sadem da Perosa Argentina che transitano da Pinerolo, dove è possibile accedere anche ai servizi ferroviari per il capoluogo.
Fino al 1963 la località era attraversata della tranvia Pinerolo-Perosa Argentina, che svolgeva servizio passeggeri e merci.

## Società

### Evoluzione demografica
Abitanti censiti

## Amministrazione
Di seguito è presentata una tabella relativa alle amministrazioni che si sono succedute in questo comune.
| Periodo        | Periodo        | Primo cittadino             | Partito                   | Carica  | Note  |
| -------------- | -------------- | --------------------------- | ------------------------- | ------- | ----- |
| 11 giugno 1985 | 26 maggio 1990 | Riccardo Angelo Richiardone | -                         | Sindaco | [ 6 ] |
| 26 maggio 1990 | 24 aprile 1995 | Riccardo Angelo Richiardone | -                         | Sindaco | [ 6 ] |
| 24 aprile 1995 | 14 giugno 1999 | Sergio Pera                 | centro-sinistra           | Sindaco | [ 6 ] |
| 14 giugno 1999 | 14 giugno 2004 | Sergio Pera                 | lista civica              | Sindaco | [ 6 ] |
| 14 giugno 2004 | 8 giugno 2009  | Igor Alessandro Bonino      | lista civica              | Sindaco | [ 6 ] |
| 8 giugno 2009  | 26 maggio 2014 | Igor Alessandro Bonino      | lista civica              | Sindaco | [ 6 ] |
| 26 maggio 2014 | 27 maggio 2019 | Roberto Rostagno            | lista civica Indipendenti | Sindaco | [ 6 ] |
| 27 maggio 2019 | 10 giugno 2024 | Roberto Rostagno            | lista civica              | Sindaco | [ 6 ] |
| 10 giugno 2024 | in carica      | Igor Alessandro Bonino      | lista civica              | Sindaco | [ 6 ] |

### Altre informazioni amministrative
Il comune faceva parte della Comunità Montana Valli Chisone e Germanasca.